# The Epic of Everest
The Epic of Everest is een documentaire bergfilm uit 1924 van John Noel. De opnamen waren dat jaar door Noel gemaakt tijdens een klimexpeditie op de Mount Everest, die bekend bleef omdat de klimpioniers George Mallory en Andrew Irvine omkwamen. Het is onduidelijk of George Mallory en Andrew Irvine de top hebben bereikt of niet. De film werd maar enkele malen vertoond en raakte in vergetelheid. In 2013 bracht het Brits Filminstituut (BFI) een gerestaureerde en opnieuw ingekleurde versie van de film uit.
In Nederland ging de film op 8 februari 2014 in première tijdens het Dutch Mountain Film Festival.